# Kovács Lehel István
Kovács Lehel István (Brassó, 1975. január 21. –) erdélyi magyar informatikus, egyetemi oktató.

## Élete
1997-ben informatika szakot végez a Babeș–Bolyai Tudományegyetemen, az első magyar nyelvű informatika csoport tagjaként. 1997–1999 között szoftverfejlesztő a kolozsvári Praemium Kft.-nél. 1999-től egyetemi oktató, 2006-ig a Babeş–Bolyai Tudományegyetemen, majd a Sapientia Erdélyi Magyar Tudományegyetem marosvásárhelyi karán. 2004-től adjunktus. 2006-ban doktorált a kolozsvári egyetemen. A FIRKA című diáklap informatika rovatának szerkesztője. 2015 tavaszától 2022-ig az Erdélyi Kárpát-Egyesület elnöke.
Hazai és külföldi szakmai és civil szervezetek tagja.

## Munkássága
Kutatási területei: fordítóprogramok, programozási nyelvek, funkcionális nyelvek, objektumelvű programozási nyelvek, logikai rendszerek, mesterséges intelligencia, kognitív nyelvészet, rendszerelmélet, számítógépes grafika, számítógép-hálózatok.
2010-ben aranyérmet kap a 38. Genfi Nemzetközi Találmányi Szalonon Oktatás hatékonyságának növelésére szolgáló berendezéssel (társszerzők: Hantz Péter, Peter Huber, Brassai Sándor Tihamér) .

### Könyvei

#### Szakkönyvek
- Számítógépes grafika, Scientia Kiadó, Kolozsvár, 2009. ISBN 978-973-1970-14-1. 384. o.
- Programozási nyelvek összehasonlító elemzése – A programozási nyelvek anatómiája, Kolozsvári Egyetemi Kiadó, Kolozsvár, 2004. ISBN 973-610-280-7. 264. o.
- Rendszerek elemzése és tervezése, Kolozsvári Egyetemi Kiadó, Kolozsvár, 2004. ISBN 973-610-333-1. 280. o.
- Programozási nyelvek összehasonlító elemzése – Az objektumorientált paradigma, Kolozsvári Egyetemi Kiadó, Kolozsvár, 2000. ISBN 973-8095-63-8. 132. o.
- A programozási nyelvek alapjai (Bíró Ernővel), Komp-Press Kiadó, Kolozsvár, 1997. ISBN 973-97661-4-5. 96. o.

#### Egyéb könyvek
- Hochbauer Gyula, Kovács Lehel István: Szent Mihály oltalmában - a türkösi római katolikus egyházközség története, Hétfalusi Magyar Művelődési Társaság, Négyfalu, 2004. ISBN 973-0-03498-2. 240. o.
- Kovács Lehel István: Hétfalusi csángó tájszógyûjtemény, Kriza János Néprajzi Társaság, Kolozsvár, 2005. ISBN 973-8439-20-5. 116. o.
- Kovács Lehel István, Sipos Gaudi Enikő: Volt egyszer egy iskola... - a hosszúfalusi fafaragászati iskola története, Hétfalusi Magyar Művelődési Társaság, Négyfalu, 2005. 110. o.
- Kovács Lehel István: "Hivatásom és küldetésem: csángó népemért dolgozni" Dr. Papp Béla élete és munkássága, Fulgur Kiadó, Négyfalu, 2009. ISBN 978-973-88255-6-7. 275. o.
- Kovács Lehel István (szerk.): "Uram, te voltál hajlékunk nemzedékrol nemzedékre" A bácsfalusi evangélikus egyházközség története, Bácsfalusi Evangélikus-Lutheránus Egyházközség, Négyfalu, 2011. ISBN 978-973-0-11105-7. 340. o.

### Szakcikkei (válogatás)
- Zs. I. Lázár, L. I. Kovács, Z. Máthé: COMODI: Architecture for a Component-Based Scientific Computing System, Proceedings of the Applied Parallel Computing. State of the Art in Scientific Computing (PARA'06), Umeå, Sweden, June 18-21, 2006, In: Lecture Notes in Computer Science, Volume 4699/2007, Springer-Verlag, Berlin / Heidelberg, 2007. ISSN 0302-9743 (Print) 1611-3349 (Online), ISBN 978-3-540-75754-2. 280-288. o.
- Z. Kátai, Lehel István Kovács, Zoltán Kása, Gyöngyvér Márton, Kinga Fogarasi, Ferenc Fogarasi: Cultivating algorithmic thinking: an important issue for both technical and HUMAN sciences, Teaching Mathematics and Computer Science, 9/1 (2011), ISSN 1589-7389, 107-116. o.
- J. Sándor, L. I. Kovács: On perfect numbers connected with the composition of arithmetic function, Acta Universitatis Sapientiae, Mathematica, Vol. 1, No. 2, 2009. ISSN 1844-6086, 183-192. o.
- Z. Kátai, L. I. Kovács: Towers of Hanoi – where programming techniques blend, Acta Universitatis Sapientiae, Informatica, Vol. 1., No. 1, 2009. ISSN 1844-6086, 89-108. o.
- Z. Csörnyei, L. Kovács, G. Légrádi: Purely Functional Programming and the Object-Oriented Inheritance, Pure Mathematics and Applications (PU.M.A.) Vol. 13. No. 1-2., Department of Mathematics, Budapest University of Economics, Department of Mathematics, University of Siena, Budapest, 2002. ISSN 1218-4586, 125-132. o.